# Wechselbass
Der Wechselbass ist ein einfacher und beliebter Basslauf in vielen Musikrichtungen wie Blues, Country, Schlager, Marschmusik u. v. m.
Das Prinzip besteht darin, als Basston im 4/4-Takt auf den Zählzeiten 1 und 3 den Grundton und auf 2 und 4 den Quintton zu spielen. So wechselt der Bass also zum Beispiel bei einem A-Dur-Akkord zwischen "A" und "E" oder "e". Nicht selten ist der Wechselbass eingebettet in einen Basslauf, der beispielsweise vor einem Akkordwechsel auf die neue Tonart hinführt.
Möglich sind auch Wechselbässe, bei denen zwischendurch (auf 2 oder 4) die Terz im Bass ist.
Beispiele mit Terz im Bass:
- Johnny Cash – I Walk the Line[1]